# Lamar Patterson
Lamar Alexander Lee Patterson (Lancaster, 12 agosto 1991) è un cestista statunitense.

## Carriera
Dopo cinque stagioni in NCAA con i Pittsburgh Panthers (di cui l'ultima chiusa con oltre 17 punti e 5 rimbalzi di media) viene scelto alla 48ª chiamata del Draft 2014 dai Milwaukee Bucks, nello stesso giorno viene ceduto agli Atlanta Hawks in cambio di una futura scelta.

## Controversie
Il 2 novembre 2018 è stato sequestrato il suo cane Kobe in quanto era arrivato in Australia (luogo in cui era andato a giocare) senza dichiararlo dopo che lo aveva nascosto per 13 ore (di volo) nel bagaglio a mano.

## Palmarès
- Coppa Italia: 1

Auxilium Torino: 2018